# Sombras porteñas

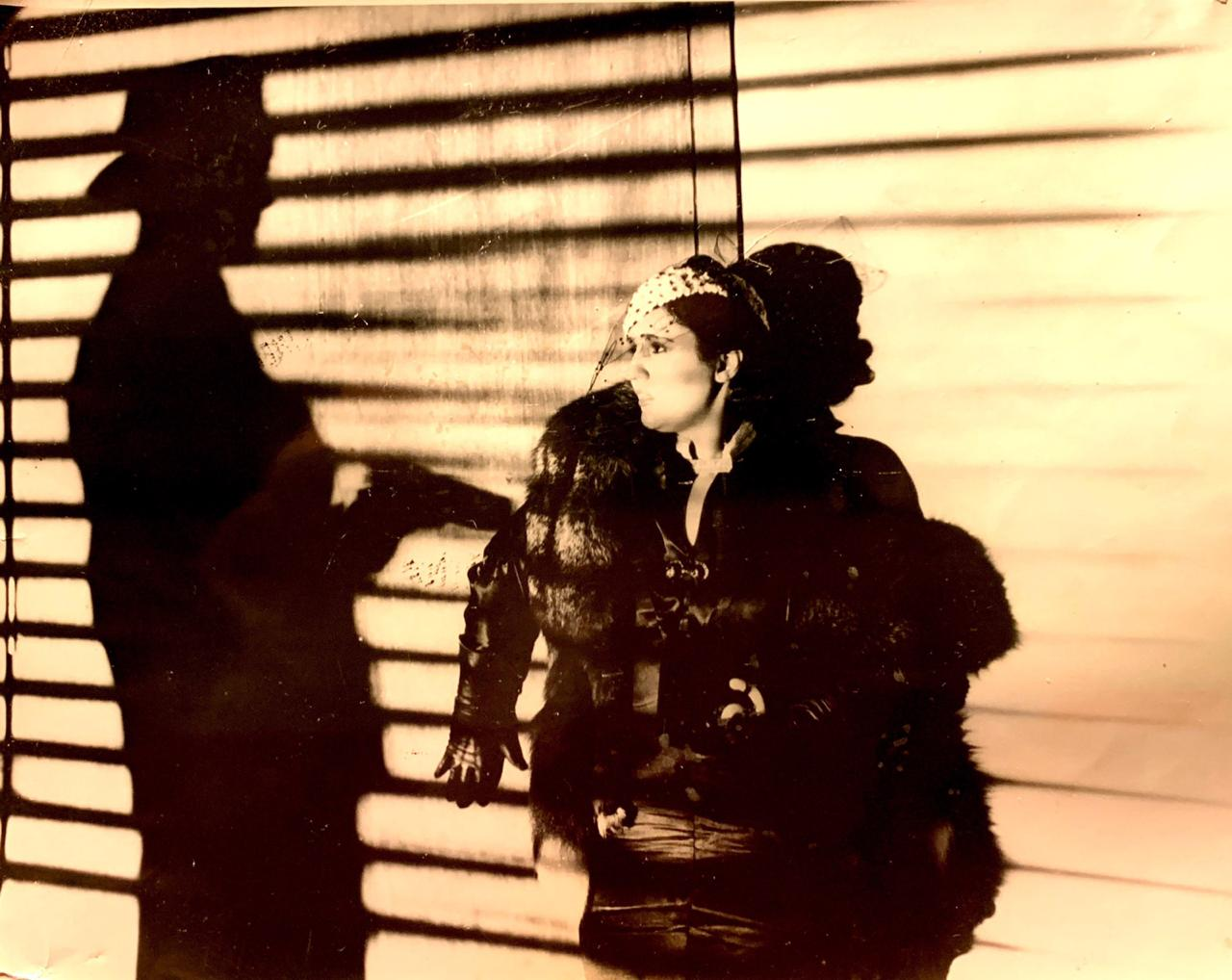
Maruja Gil Quesada en "Sombras porteñas" (1936)

Sombras porteñas es una película argentina en blanco y negro dirigida por Daniel Tinayre sobre guion escrito por Epifanio Aramayo (Aramís) que se estrenó el 25 de febrero de 1936 y que tuvo como protagonistas a Maruja Gil Quesada, Francisco Petrone y Mercedes Simone.

## Sinopsis
Un asesino se refugia junto con su amiga en un pueblo al borde del lago Nahuel Huapí pero ella se enamora de otro hombre y volverá sola a la ciudad.

## Reparto
- Mercedes Simone
- Pedro Maffia
- Alberto Anchart (padre)
- Hilario Bello
- Antonio Corrado
- Maruja Gil Quesada
- María Rosa Larraura
- Pedro Laxalt
- Jorge Montealegre
- Francisco Petrone
- José Rondinella

## Comentarios
En su crónica del diario Crítica Néstor escribió a propósito del filme: “Argumento flojo, panoramas bellos, dirección inhábil” en tanto el crítico de El Mundo señaló que “es de lamentar el ritmo monótono de la película”. Manrupe y Portela dicen que se trata del filme de un Tinayre joven que queda “para la arqueología del cine”.